# Solingenverordnung
Die Solingenverordnung ist eine deutsche Rechtsverordnung, die den Namen Solingen als Herkunftsangabe für Schneidwaren aus den Städten Solingen und Haan schützt.
Diese Bezeichnung darf demgemäß im geschäftlichen Verkehr nur für Schneidwaren verwendet werden, die in allen wesentlichen Herstellungsstufen innerhalb des Solinger Industriegebiets bearbeitet und fertiggestellt worden sind, wobei das Solinger Industriegebiet aus den beiden genannten Städten besteht. Der Begriff Schneidwaren ist dabei sehr breit gefasst: Die nicht abschließende Aufzählung in § 3 der Verordnung nennt neben Scheren, Messern und Klingen auch Tafel- und Küchenwerkzeuge wie Tortenheber und Korkenzieher, Rasierzubehör und Blankwaffen.
Die Solingenverordnung ist Nachfolger des Gesetzes zum Schutze des Namens Solingen (Solingengesetz) und der dazugehörigen Durchführungs- und Ergänzungsverordnung des Reichswirtschaftsministers vom 25. Juli 1938, die den Namen Solingen für Schneidwaren erstmals gesetzlich schützten.
Erst mit der Reform des Markengesetzes 1994 wurde dieses Gesetz aufgehoben und durch die Solingenverordnung des Bundesjustizministeriums auf Grundlage der Ermächtigung des § 137 Markengesetz ersetzt. Solingen ist damit als einziger Städtename der Welt gesetzlich geschützt.